# Hanna Mariën

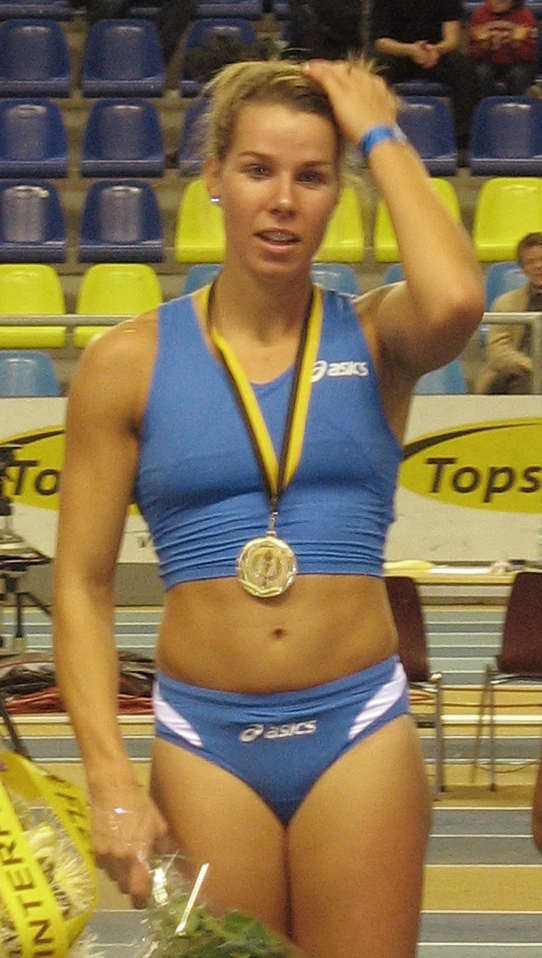
Hanna Mariën

Hanna Mariën (* 16. Mai 1982 in Herentals) ist eine belgische Sprinterin und Bobsportlerin. Sie ist die erste belgische Sportlerin, die sowohl an Olympischen Winter- als auch Sommerspielen teilgenommen hat. Bei der Eröffnungsfeier zu den Olympischen Winterspielen 2014 in Sotschi war sie Fahnenträgerin für ihr Team.

## Leichtathletikkarriere
Bei den Europameisterschaften 2006 in Göteborg erreichte sie das Halbfinale des 200-Meter-Laufs und verpasste mit 23,59 s nur knapp den Endlauf.
Ein Jahr später gewann sie bei der Sommer-Universiade 2007 in Bangkok mit der Bronzemedaille über 200 Meter in 23,48 s ihre erste Medaille in einer Einzeldisziplin bei einem großen internationalen Wettbewerb.
Im selben Jahr gewann sie bei den Weltmeisterschaften in Osaka mit der 4-mal-100-Meter-Staffel in der Besetzung Olivia Borlée, Hanna Mariën, Élodie Ouédraogo und Kim Gevaert in der belgischen Landesrekordzeit von 42,75 s die Bronzemedaille.
In gleicher Besetzung gewann sie bei den Olympischen Spielen 2008 in Peking mit der belgischen 4-mal-100-Meter-Staffel mit erneutem Landesrekord in 42,54 s die Goldmedaille.

## Bobsportkarriere
Zusammen mit der Pilotin Elfje Willemsen errang sie bei der Bob-Weltmeisterschaft 2013 in St. Moritz den 19. Platz. Bei der Bob-Europameisterschaft 2014 in Königssee wurde das Duo vierte.
Bei den Olympischen Winterspielen 2014 in Sotschi war das Duo Willemsen/Mariën die einzigen belgischen Teilnehmer in der Disziplin Bob. Sie erreichten im Zweierbobwettbewerb Rang sechs.

## Persönliche Bestleistungen in der Leichtathletik

### Freiluft
- 100 m: 11,41 s, 9. Juli 2006, Brüssel
- 200 m: 22,68 s, 9. Juli 2006, Brüssel

### Halle
- 60 m: 7,37 s, 17. Februar 2008, Gent
- 200 m: 23,39 s, 24. Februar 2008, Gent